# Premio U Giancu
Il Premio U Giancu è un riconoscimento assegnato ogni anno, in occasione di Rapalloonia, a fumettisti (disegnatori, sceneggiatori) relativi all'anno precedente.

## Storia
La nascita risale all 1992. Il nome U Giancu viene dal ristorante nel quale gli esponenti organizzatori del premio erano riuniti: c'erano il proprietario del ristorante Fausto Oneto, sua moglie, il fumettista italiano Luciano Bottaro, il suo amico Piero Campana (storico braccio destro al ristorante), e Claudio Bertieri al quale venne in mente l'idea di ricordare il loro amico, il disegnatore Antonio Canale da poco scomparso. Decisero così di chiamare immediatamente Emanuele Luzzati, un illustratore e animatore italiano, al quale chiesero di creare una statuetta ad hoc: la sua invenzione fu Il Pulcinella Bianco infatti il termine U giancu, è in dialetto genovese e significa  "il bianco"; per completare l'opera, Oneto decise di collocare la statuetta in un'elegante scatola di legno di ulivo fatta dal suo falegname di fiducia. Inizialmente il premio era destinato solo a disegnatori, uno di genere verista e uno di genere comico: i primi due premiati sono stati Aurelio Galleppini e Francesco Tullio Altan. Quando Carlo Chendi, dopo una decina di anni passati a Milano a lavorare per la Disney, nel 1996 fece ritorno a Rapallo e tornò a organizzare la M.I.C. (Mostra internazionale dei cartoonists), chiese a Fausto di associare il Premio U Giancu con la M.I.C., di spostare la Cena dei Cartoonists dal mercoledì al sabato e di assegnare un Premio anche a uno sceneggiatore. Così, nel 1996 il primo sceneggiatore a essere premiato fu Sergio Bonelli per le sue storie di Zagor, Mister No e Tex. Da quel momento, ogni anno il premio va a tre persone: un fumettista comico, uno per l'avventura e a un soggettista: nella sera del premio, infatti il ristorante, che è una specie di museo a fumetti, si riempie di fumettisti, autori, editori, comici, attori e ovviamente di moltissimi appassionati che attendono per un autografo fino a tarda notte. Dal 2015 viene assegnato anche un premio alle giovani promesse del fumetto, il PAChenTO. Il premio nasce da un'idea di Carlo Chendi, e da lui prende il nome e le sembianze: indossa infatti l'abito alla marinara di Paperino, ha il volto di Chendi e i pantaloncini di Topolino. La realizzazione grafica del premio (e mascotte di Rapalloonia) è opera del Maestro Giorgio Cavazzano.

## Vincitori
| ANNO | VINCITORI                                                                           |
| ---- | ----------------------------------------------------------------------------------- |
| 1993 | Aurelio Galleppini e Francesco Tullio Altan                                         |
| 1994 | Hugo Pratt e Guillermo Mordillo                                                     |
| 1995 | Milo Manara e Luciano Bottaro                                                       |
| 1996 | Moebius, Benito Jacovitti e Sergio Bonelli                                          |
| 1997 | Paolo Eleuteri Serpieri, Quino e Giancarlo Berardi                                  |
| 1998 | Hermann Huppen, Silver e Alfredo Castelli                                           |
| 1999 | Ivo Milazzo, Giorgio Cavazzano e François Corteggiani                               |
| 2000 | Vittorio Giardino, Silvia Ziche e Tiziano Sclavi                                    |
| 2001 | Sergio Toppi, Leo Ortolani e Carlo Chendi                                           |
| 2002 | Giancarlo Alessandrini, Corrado Mastantuono e Claudio Nizzi                         |
| 2003 | Angelo Stano, Ro Marcenaro e Tito Faraci                                            |
| 2004 | Alfonso Font, Sergio Staino e Francesco Artibani                                    |
| 2005 | Carlo Ambrosini, Don Rosa e Mauro Boselli                                           |
| 2006 | Fabio Celoni, Enrico Macchiavello e Maurizio Nichetti                               |
| 2007 | Giorgio Trevisan, Massimo Bonfatti e Mario Gomboli                                  |
| 2008 | Laura Zuccheri, Donald Soffritti e Gianfranco Manfredi                              |
| 2009 | Lorenzo Mattotti, Roberto Santillo e Paola Barbato                                  |
| 2010 | Josè Munoz, Massimo De Vita e Bruno Enna                                            |
| 2011 | Bruno Brindisi, Bruno Bozzetto e Pasquale Ruju                                      |
| 2012 | Antonio Serra, Paolo Bacilieri e Massimo Giacon                                     |
| 2013 | Igort, Daniele Brolli e Andrea Freccero                                             |
| 2014 | Claudio Chiaverotti, Sandro Dossi e Gipi                                            |
| 2015 | Roberto Recchioni, Emiliano Mammucari, Mirka Andolfo. PAChenTO a Sio                |
| 2016 | Luigi Cavenago, Daniele Caluri, Moreno Burattini. PAChenTO a Matteo De Longis       |
| 2017 | Alessandro Bilotta, Federico Bertolucci, Giuseppe Camuncoli. PAChenTO a Greta Xella |
| 2018 | Mino Milani, Claudio Sciarrone, Manuele Fior. PAChenTO a Stefano Zanchi             |
| 2022 | Giampiero Casertano, Stefano Turconi, Teresa Radice. PAChenTO a Eli2B               |
| 2023 | Barbara Canepa, Francesco D'Ippolito, Davide Barzi. PAChenTO a Yi Yang              |